# 連邦議会 (ベルギー)
連邦議会（れんぽうぎかい、オランダ語: Federaal Parlement van België, フランス語: Parlement fédéral belge, ドイツ語: Föderales Parlament von Belgien）は、ベルギーの立法府である。

## 議会構成
二院制で、上院に相当する元老院と、下院に相当する代議院で構成される。